# Membre de corps de bâtiment
Un corps de bâtiment est composé de sous-parties d’une nature architecturale plus ou moins fonctionnelle que l’on dénomme en architecture les membres.

## Contexte culturel
Après les conceptions au Moyen Âge européen de l'architecture sacrée, classiquement un corps de bâtiment est composé de sous-parties, membres qui ne sont pas obligatoirement seulement distingués par l’aspect de leurs matériaux constitutifs hétérogènes.
Ils sont surtout visibles et apparents par la forme prise, qui est employée à plusieurs fins «  utiles et agréables ». L'utilité portée par l'objet reste claire pour la plupart des membres : (porte, fontaine, balcon…). Mais de tout temps l'agrément apporté par l'objet dont la seule fonction est la décoration a pu poser problème dans la considération de ce qui est beau, en exemple celui des colonnes jumelées d'origine médiévale dans la Querelle des Anciens et des Modernes du XVIIe siècle.
Ces parties définies lors du projet sont des éléments constituant la modénature et forment donc le style reconnaissable de l'édifice, ce qui peut être primordial pour le maître d'ouvrage.
Les membres sont donc parfois plus esthétiques et porteurs de philosophie que fonctionnels dans l'étape de base de leur conception. Ils participent à ce qui est montré par l'édifice qui est un fait du droit institutionnel de la commande entre le maître d’ouvrage et le maître d’œuvre (pouvant faire l'objet d'une affaire jugée compréhensible à l'époque de réalisation de l'ouvrage par l'« état de l'art »). Ils retracent l'immatérialité contenue dans le bâtiment (religion, institution, puissance, grandeur). Ils suivent des idées conductrices abstraites selon une tradition historique et respectent les bases de la mise en évidence au regard avec une mise en détail  parfois poussée à l'extrême de chaque élément bâti, par exemple une fenêtre, donnant la finesse architecturale par rapport à la construction rudimentaire; Et ces arts tenus par les ouvriers évoluent dans le temps, par exemple dans l'art de la charpente, pour calculer (sans errements) un chevêtre recevant un escalier, on verra en période moderne s'établir des normes selon les essences de bois.

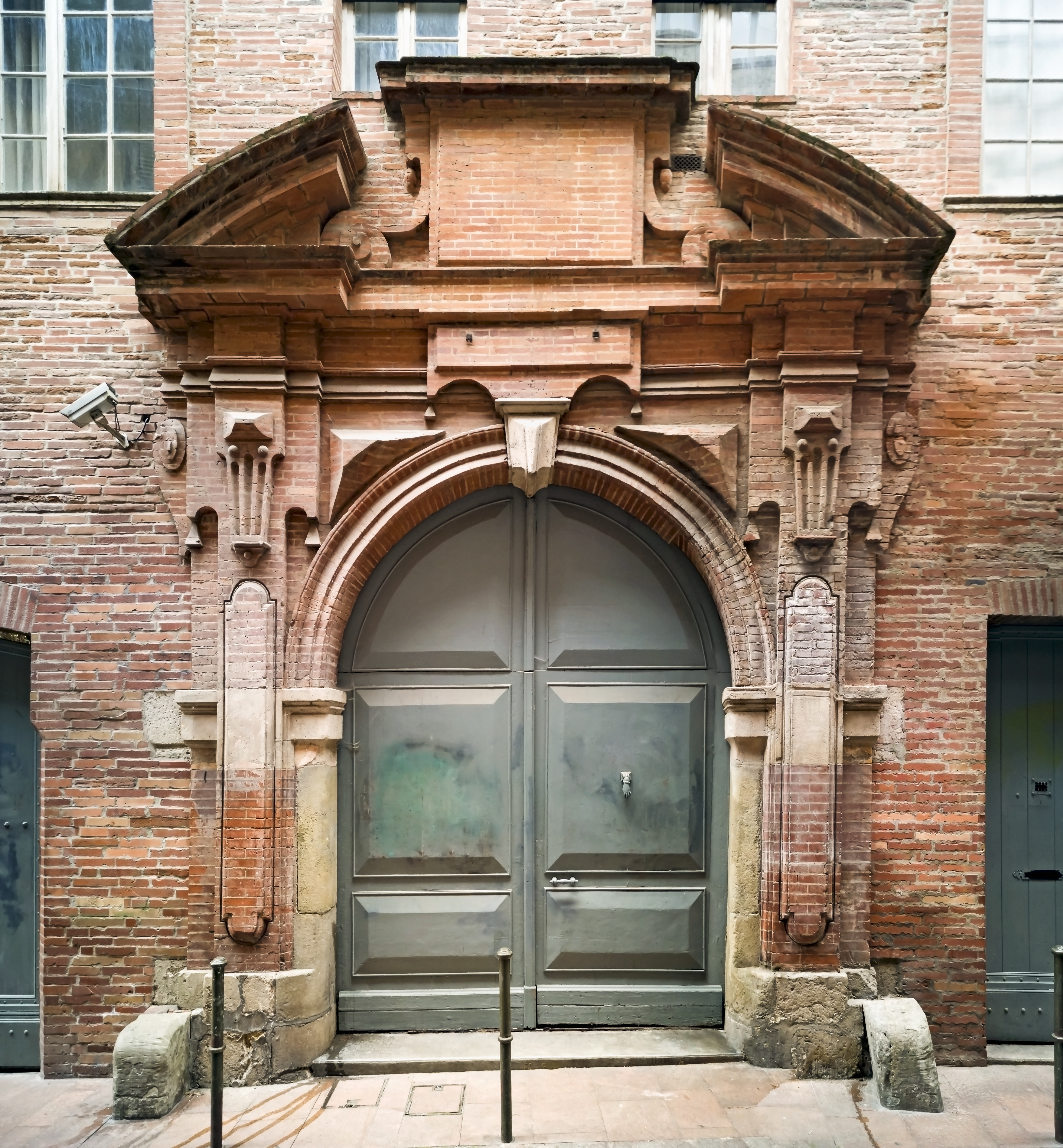
Hôtel Pierre Comère - Portail de style Antique avec des briques et non de la pierre, rue Tripière à Toulouse construit au début du XVIIe siècle.

Suivant l'objet de la construction de l'édifice, certains de ces membres paraissent obsolètes un moment par leur attachement symbolique, ils ne sont plus utilisés dans l'architecture qui est en progrès avec la technologie de l'époque (sauf en rappel volontaire symbolique par exemple user du béton brut au XXIe siècle, faire un rappel volontaire d'une façade en briques moulées au XVIIe siècle reproduisant l'architecture antique).
Mais s'il est clair par exemple que l'architecture qui utilise des structures gonflables et tendues ne peut que difficilement justifier fonctionnellement dans le débat public de l'usage d'éléments d'entablement de maçonnerie en couronnement, il n'en reste pas moins que la plasticité possible des formes donnée par les structures métalliques ou en béton s'accommode aussi de la méthode et du vocabulaire traditionnel architectural en prononçant ou en oubliant ses détails; comme l'ont montré en exemple au XIXe siècle la colonne en fonte moulée détaillée d'ornements antiques, puis au XXe siècle le pilier cylindrique, (une pile simplifiée d'un élément coulé dans les tubes de carton—peu orné— entre deux dalles en béton), le tout accompagné du retour en grâce de la pyramide (par exemple en métal et verre au Louvre).
Ceci montre la quasi dissociation de l'expression architecturale comportant des membres d'avec l'état de la technique constructive. Depuis la Renaissance, la mise en symboles du monde visible constitue la recherche sans chimère du Beau avec un aspect abouti dans la construction d'édifice qui englobe — et domine d'une certaine façon — les autres arts. L'aspect novateur est présent comme autre caractère important. La profondeur de ce qui est proposé dispose de critères d'appréciation (méthode et analyse) jusqu'au XXe siècle, même si les architectures modernes fonctionnalistes ont parfois pour projet de se détourner des articles de la beauté jugée conventionnelle et de re-poser la beauté « intrinsèque » des matériaux-matières physiques et beauté intellectualisée de leur usage constituant l’ouvrage, par exemple le pavillon japonais en tubes de carton de l'expo 2000 à Hanovre  par Otto Frei et Shigeru Ban — avec le remplacement de l'âme humaine par le tempérament humain, moins de religion plus de confort ou d'écologie —.
Toutefois, quelques radicalisations dans les démarches architecturales ont eu pour objet d'oublier les membres « trop » classiques et ont systématisé la rupture esthétique avec le patrimoine historique, par exemple le musée Phaeno de Wolfburg conçu par Zaha Hadid en 2005.

## La composition en éléments d'un corps de bâtiment
Les membres ont eu à l’origine pour base d’identification et de distinction entre eux l’habileté de métier nécessaire pour œuvrer sur telle ou telle partie devenue noble ou banale, composée de tel ou tel matériau précieux ou banal. À partir de la pierre et du bois travaillés, fondamentalement sont apparus les métiers rudimentaires à la portée de tous et partagés avec une autre activité (agricole) ou élaborés en savoir-faire jalousé et exclusif constituant la maçonnerie et la charpente du gros œuvre. Chacun des constituants de la bâtisse est développé séparément soit en ouvrage peu valorisé (fondation, gros du mur non appareillé, parpaings montés, gros béton coulé, poutre juste équarrie posée, etc.), soit en ouvrage fin (baie, parement de façade, escalier, charpente visible, etc.).
Par extension, ces parties membres sont aussi appelées « corps » lorsqu’elles sont assurément distinctes de la bâtisse principale et qu’elles sont elles-mêmes composées de sous-éléments, par exemple une cage d'ascenseur est un élément « autour duquel » on construit le bâtiment dans le même temps dans ses étages, sa fosse est en général plus profonde que le reste du radier, sa machinerie dépasse la toiture terrasse typique du XXe siècle. Ceci s’applique à toute partie conçue de façon homogène comme un tout et surtout réalisée hors-place. Au cours du temps, les éléments fins sont passés de l’art de la maçonnerie ou de la charpente à l’art d’aménager du second-œuvre. Cela rend dans la plupart des cas l'intégration au bâti faisable par un ouvrier (ou un groupe d'ouvriers) dont le métier n'est pas celui qui a servi à la fabrication qui a été faite hors-place ou sur le chantier mais pas in-situ : le métier du grutier et du poseur en nacelle qui mettent en place les éléments de façade légère en glace n'est pas celui du menuisier ou du miroitier qui les ont fabriqué, de plus le poseur n'est pas un façadier qui pose l'enduit final sur les parties pleines.
L’unité de conception de l’ouvrage bâti se retrouve présentée dans les éléments disposés, les murs, les baies et la toiture. La combinatoire utilisée des éléments architecturaux donne le style pour le plaisir de soi et des autres — car tout cela a un coût — et elle est modélisée afin de procurer du bien-être c'est-à-dire « être une source d'agrément, de satisfaction pour quelqu'un, être agréable à quelqu'un ».

### Les membres
Sont des membres de la structure porteuse et non porteuse : les murs, constitués de leurs pans de mur (partie du mur restant contenue dans un plan vertical), le soubassement, les perrons, les rampes, les parapets, les baies, les arcs, les voûtes, les contreforts, les piliers, les colonnes, les poutres apparentes ou non, les planchers et dalles porteuses, les cloisons, les cages d’escalier et d’ascenseur, les terrasses, les balcons, les galeries ouvertes ou couvertes, les tours, la charpente de toiture dont les fermes de comble.
Sont des membres purement d’ornement :
- en corps renfoncés : les décrochements ornementaux en creux de mur[10], les baies aveugles, les niches ;
- en corps dépassants : les décrochements ornementaux en saillant de mur[10], les pilastres, certaines colonnes engagées ou colonnes-statues, les frontons et les tympans, les tables, les ailerons, les gargouilles, les bornes, les clochetons, les obélisques, les pyramides pleines.

(N.B. Pour la clarification du texte, les corps composants des membres seront pour la suite aussi appelés « sous-parties »).
Le corps de bâtiment est « flanqué » s’il comporte des membres disposés en symétrie sur ses pans de mur latéraux. Le corps de bâtiment est « corps de passage » s’il comporte un membre (portique ancien, galerie moderne) ou une disposition de portail permettant le passage en le traversant totalement.
La travée qui s’assemble à l’horizontale à d’autres est un système suivant la verticale de combinatoire de membres dans le style défini à partir de l'architecture gréco-romaine. La travée est au départ l’aire portée ou définie par deux supports longilignes ou par quatre supports ponctuels. La travée permet la définition de niveau comme repère en hauteur en associant la structure et l'aspect. La combinatoire des travées est dite « rythmée » lorsqu’elle est répétitive formellement. On obtient alors des modules assemblés en succession et en superposition. Ces modules sont composés d’un seul membre, deux membres accolés (accostés) identiques, les jumeaux, donnant le rythme binaire, trois membres identiques accolés, mais aussi un membre principal flanqué de deux membres de plus petites proportions, donnant le rythme ternaire.
L’alternance est une répétition utilisant deux modules distincts.
La travée est le départ du système de l'ossature avec remplissage.
Par extension, on parle de travée pour l’aire modulaire d’une dalle dans le système de construction des murs de refend porteurs répétitifs en béton.
Le«  couronnement » d’un corps de bâtiment est le membre placé en son sommet, de forme plate horizontale ou triangulaire ou hémisphérique. Le couronnement d’un membre est la sous-partie au sommet du dit membre. Dans l’architecture classique, la toiture peut constituer le couronnement de l’édifice avec un jeu élaboré de toits et cheminées. Sur le mur pignon, le pignon est le couronnement. Dans l’architecture moderne à toit terrasse sans murs rideaux, un bandeau plat sur l’acrotère est souvent utilisé pour « amortir » l’édifice (marquer la non continuité de l’élévation, amortir a le sens de ne pas rendre trop brutal l’arrêt en montant le regard).
L’« avant-corps » est un membre intégralement en avant (le perron) ou en surplomb (l’oriel) du corps de bâtiment concerné. Par extension, on le désigne aussi par « avancement ». Ce terme désigne aussi parfois le membre d’architecture que constitue la simulation d’un corps de bâtiment. Il se distingue par son apparence dans le véritable corps de bâtiment (au sens de structure technique réceptrice dans l'épanelage). Celui-ci est obtenu par des ressauts d’ornements en avancée ou en retrait) sur la façade et faisant sortir de l’«alignement » du restant de la façade. La distinction se fait aussi par l’axe de faîtage du toit situé à l’aplomb de la partie distinguée en particulier qui est mis en angle de l’axe du toit principal. L’axe principal du corps simulé coïncide avec un axe secondaire du corps de bâtiment principal modifié.
L’arrière-corps est un membre en très grande partie en arrière ou intégralement contenu en arrière du corps de bâtiment concerné (par exemple une cage d’escalier).
L’avancée d’un membre est la partie du membre débordant du « nu du mur » de corps de bâtiment concerné par rapport à la partie arrière du membre (avancée de toit). Cette avancée peut être en « encorbellement » (littéralement si elle est supportée par les corbeaux en débord). Par extension, « en encorbellement » désigne toute sous-partie de membre principal en porte à faux formant un surplomb, en appui sur un mur porteur. L’avancée peut être appuyée sur des consoles, sur des poutres à un seul appui de ce côté là, ou des potences, tous supports en débord de mur, qu’elle soit une avancée en « tas de charge », qu’elle soit une avancée de dalle en béton ou que la sous-partie appartienne à un « caisson » (compartiment augmentant l'inertie  intégrée à la structure pour la rendre moins flexible) par exemple le  plafond à caissons.
Le renfoncement ou « membre en retraite ou membre en retrait » est un membre, une sous-partie, dont le « nu de mur » est en arrière du nu principal du corps principal, du membre principal qui l’entoure (avec une partie basse qui est aussi devant le membre considéré en renfoncement).
Le reculement est la partie du corps, du membre auquel appartient la partie en recul d’un mur faisant le « décroché » tracé au sol.

### Les éléments marquants de l'association des corps de bâtiment entre eux
L’association entre deux corps de bâtiments se marque par les raccords à l’aide des éléments de construction pour jonction entre eux.
Des éléments particuliers uniquement architecturaux décoratifs, en dehors de la conception structurelle, ont été créés pour montrer l’association des corps de bâtiment et établissent symboliquement leur continuité (les corniches, les frises, les cordons, etc.).
À la disposition des murs séparatifs des différents corps de bâtiment, sans angle vif à leur jonction mais faite avec une paroi verticale arrondie, on attribue le terme « adoucir ».
À la disposition d’un élément récupérant la différence de niveau visible entre des éléments identiques appartenant à deux corps de bâtiment, on emploie le terme « racheter » (un aileron à volutes en architecture classique est posé au raccord des acrotères des deux corps, une loggia est construite sur le toit terrasse d’un corps de bâtiment plus bas d’au moins un étage, ils compensent la rupture visuelle des dénivelés jugée trop marquée. En architecture classique, le chantournement, la doucine en courbe et contre-courbe et l’utilisation de volutes permettent d’éviter la brutalité).

### L'arrangement des membres principaux à l'intérieur ou à l'extérieur du corps de bâtiment
Le membre est « isolé » si c’est un membre extérieur n’attenant au corps de bâtiment par aucun de ses côtés. Il reste cependant un membre parce qu’il n’offre pas l’autonomie propre d’utilisation à un corps de bâtiment (par exemple une cage d’escalier de secours apparente avec petite passerelle (autre corps car horizontal) pour chaque étage).
Le membre est « hors œuvre » si c’est un membre extérieur attenant ou « accoté » aux murs de structure du corps de bâtiment par un (ou plusieurs) de ses côtés. Une « sous-partie » est aussi dite « hors œuvre » si c’est une partie extérieure ou intérieure maçonnée qui est indépendante des murs de structure du corps de bâtiment.
Le membre est « demi hors œuvre » si c’est un membre « engagé » à demi au volume du corps de bâtiment principal (ouvrage secondaire intégré sur une bonne partie de sa structure dans l’ouvrage principal mais pas totalement), plusieurs de ses côtés restant totalement visibles en façade, par exemple cage d'escalier avec partie dégagée pour les paliers intermédiaires.
Le membre est « dans œuvre » si c’est un membre totalement inclus en plan dans le périmètre du corps de bâtiment. Il peut être vu de l’extérieur par sa partie dépassant dans le toit principal (par exemple une cheminée). Il peut avoir un ses côtés en « alignement » de façade (par exemple une cage d’ascenseur).

### L'arrangement des pans de mur et autres membres
Les membres sont constitués essentiellement et le plus communément par des murs de la structure en élévation accompagnés des colonnes et piliers, auxquels s’ajoutent des éléments de structure horizontale.
En architecture classique, le long pan ou mur gouttereau est le « mur en façade » avant ou arrière (suivant la présence de la porte d’entrée principale sous un toit charpenté à versants en général à chéneau). Le mur pignon est le mur qui supporte le membre « pignon », ce mur est en général plus court, et il est « en retour » du « mur en façade ».
Le « pan de mur » est une portion plane de mur souvent peu développée. Il constitue par exemple le trumeau, la portion entre des baies (de travée). Il constitue aussi un raidisseur (perpendiculaire au mur mince à raidir) ou une jambe dans la construction ancienne. Un corps annexe peut être disposé contre un pan de mur de corps principal et le mur devient un mur d’adossement (mur ados d’escalier, de conduit de fumée ou d’appentis).
Le pan coupé d’angle est un pan de mur qui remplit l’espacement donné par l’« abattement » de l’arête vive qu’auraient donné ses deux pans de mur jointifs disposés à l’équerre.
Un membre porteur ponctuel vertical, une colonne, un pilier, est dit « adossé » si son socle ou son fût est appuyé contre le mur, est dit « engagé » s’il est finalement pour une partie verticalement compris dans l’épaisseur d’un pan de mur construit, même si celui-ci a été élevé postérieurement et indépendamment. En construction ancienne, il est dit « niché » (dans une niche) si le fût est entièrement dégagé du mur qui a même axe longitudinal d’implantation et l’entoure.
Le « pan de mur » en « ressaut vertical » est un pan qui remplit le « décrochement » de profondeur « en retrait » ou « en avancée » d’un membre. Il s’y ajoute pour ce qui concerne les éléments de la structure horizontale qui s’appuie sur la structure en élévation (faîte, arase), le membre en « ressaut horizontal » éventuel lorsqu’il y a aussi « décrochement » (indentation).
Le « contre-mur » est un mur construit en parallèle à un mur en général plus ancien, il est construit parfois pour respecter les règlements. En technique moderne, les contre-murs modernes sont séparés par des films plastiques ou des plaques isolantes non compressibles qui permettent aussi des tassements différenciés entre les différents corps de la bâtisse. Un contre-mur peut être établi pour contenir des poussées, éviter le ventre (flambement) sans nécessiter un contrefort donnant plus d’inertie mais en dépassant le simple raidisseur. En sous-œuvre il peut donc reprendre des charges.
- Pour les baies voir les articles détaillés : baie, porte, fenêtre.
- Pour les planchers voir les articles détaillés : plancher, voûte et arc.
- Pour la charpente et toiture voir les articles détaillés : charpente, couverture, toit.

#### L'arrangement en suivant une horizontale
À la disposition intégrée au corps de bâtiment d’éléments d’une ou plusieurs formes, une ou plusieurs fonctions en ligne horizontale continue sur toute la longueur, on attribue le terme « régner » (un balcon règne en façade parce qu’il y est disposé d’un bout à l’autre par exemple le balcon haussmannien qui règne non seulement sur l'immeuble mais dans la rue par l'épannelage urbain).
À la disposition d’éléments sur la totalité de sommet horizontal ou pyramidal, on attribue le terme « couronner » (une frise couronne par exemple une fenêtre).
À la disposition d’éléments face à face dans la disposition, on attribue le terme « affronter » (deux portes face à face s’affrontent dans un couloir). Peut concerner des sous-parties semblables mises dos à dos sur un autre membre.
À la disposition d’un élément vertical plus ou moins compris dans l’épaisseur d’un mur, on donne le terme « engagement » (par exemple une colonne est engagée dans un mur qui l’entoure en partie (inverse de dégagée), qu’elle ait été construite indépendamment ou non du mur).
À la disposition d’un membre solidaire à un mur par un de ses grands côtés, on attribue le terme « adossé » (par exemple une fontaine).
À la disposition d’un membre auquel on adjoint deux membres latéraux sur le pan de mur, on attribue le terme « accosté» (par exemple une niche principale ayant deux petites niches aux côtés). Équivalent de « flanqué » pour un corps.
À la disposition d’un membre situé dans une encoignure de deux pans de mur rentrants, on attribue le terme « dans l’angle » (par exemple une niche).
À la disposition d’un membre situé sur l’arête saillante de deux pans de mur, on attribue le terme « sur l’angle » (par exemple des échauguettes cantonnant (à tous ses angles) un donjon-logis).

#### L'arrangement en montant à la verticale
À la disposition de membres, d’étages au-dessus (en contre-haut) d’un étage ou niveau considéré, on parle de parties « amont » (un clocher est en général l’amont d’un toit).
À la disposition de membres, d’étages au-dessous (en contrebas) d’un étage ou niveau considéré, on parle de parties « aval ».
À la disposition d’un étage de niveau supérieur moins profond que celui qui le supporte et dont le nu de façade est en arrière de celui du dessous, on attribue les termes « en retrait » (ou de membres dans une retraite).
À la disposition d’un étage dont le nu de façade est celui du dessous qui le supporte, on attribue les termes « à l’aplomb ».
À la disposition d’un étage dont le nu de façade est en avant de celui du dessous qui le supporte, on attribue les termes « en surplomb», il constitue une avancée. Le niveau supérieur est plus profond que celui qui le supporte.
- Le débord peut être soutenu par des corbeaux ou des consoles sur lesquels il s’appuie et est dit alors en encorbellement (et par extension ces termes s’attribuent à tout élément important saillant d’un mur).
- Un membre suspendu n’est pas forcément en surplomb. Si le membre ne fait pas saillie, il n’est pas en surplomb.

À la disposition d’un élément marquant la fin d’un élément axé verticalement, on attribue le terme « amortir » (un clocheton amortit une élévation de mur par exemple pour ne pas le terminer brutalement).

## Dessins

### Corps classique à toiture
A B C D E F G H : corps de bâtiment

A. Corps principal. B’B. Corps transversal à cheval. B. Arrière-corps en travée transversale et B' avant-corps sans travée transversale mais signifié par le faîtage de la toiture. C. Tour d’angle engagée. D. Aile gauche en retour d’équerre en avancée. F. Corps adossé en appentis. E. Corps annexe isolé au droit de D. G. Aile droite en retour en avancée. H. Tour demi hors œuvre. 

a. Membre saillant en avancée verticale. b. Membre en renfoncement vertical (définissant une baie passante sur plusieurs étages). 

1. Dans œuvre en façade. 2. Engagé. 3. Demi hors œuvre 4. Hors œuvre. 5. En encoignure.
(N.B. Toiture simplifiée, il n'y a ni chien assis, ni tabatière, ni cheminée…).

### Corps béton à toits terrasses
A B C D E F G H I : corps de bâtiment. A. Rotonde. D. Corps de passage. E. Tour. I. Pavillon isolé.

1 2 4 5 6 : joints de rupture. 3. Joints de dilatation au-dessus du soubassement. 7. Joints de dilatation complets entre refends.

a. Retraite des étages, niveau en retrait. b. Avancée d’étages, niveau en surplomb. d. Adoucissement. f. Pan coupé.
(N.B. Épannelage simplifié, il n'y a ni passerelle (ou galerie), ni perron, ni escalier de secours, ni cheminées, (ni souches d'aération ou de VMC)…)